# Graphania saeva
Graphania saeva är en fjärilsart som beskrevs av Edward Meyrick 1929. Graphania saeva ingår i släktet Graphania och familjen nattflyn. Inga underarter finns listade i Catalogue of Life.